# Afranthidium repetitum
Afranthidium repetitum är en biart som först beskrevs av Schulz 1906.  Afranthidium repetitum ingår i släktet Afranthidium och familjen buksamlarbin. Inga underarter finns listade i Catalogue of Life.